# Activity cost pools
Activity cost pools verkrijgt men door kostenplaatsen toe te wijzen aan activiteiten met behulp van resource drivers. Activity cost pools is het totaal van alle kosten verbonden aan een bepaalde activiteit, bijvoorbeeld het herstellen van machines. De kosten, verzameld in de activity cost pools, worden dan toegewezen aan kostenobjecten op basis van activity drivers. Het totaal van de kosten van de activiteit wordt toegewezen aan alle producten die deze activiteit vereisen.